# Lavardac
Lavardac é uma comuna francesa na região administrativa da Nova Aquitânia, no departamento Lot-et-Garonne. Estende-se por uma área de 15,06 km². Em 2010 a comuna tinha 2 326 habitantes (densidade: 154,4 hab./km²).